# Campeonato Africano de Atletismo de 2010 - 110 m com barreiras masculino
A prova dos 100 metros com barreiras masculino do Campeonato Africano de Atletismo de 2010 foi disputada entre os dias 30 e 31 de julho de 2010 em Nairóbi,  no Quênia. 

## Recordes
Antes desta competição, os recordes mundiais e do campeonato nesta prova eram os seguintes:
|                       | Nome                | Nacionalidade | Tempo  | Local          | Data                |
| --------------------- | ------------------- | ------------- | ------ | -------------- | ------------------- |
| Recorde mundial       | Dayron Robles       | Cuba          | 12s 87 | Ostrava        | 12 de junho de 2008 |
| Recorde do campeonato | Todd Matthews-Jouda | Sudão         | 13s 70 | Brazzaville    | 15 de julho de 2004 |
| Recorde africano      | Shaun Bownes        | África do Sul | 13s 26 | Heusden-Zolder | 14 de julho de 2001 |

## Medalhistas
| Ouro                     | Prata                | Bronze              |
| Othmane Hadj Lazib (ALG) | Selim Nurudeen (NGR) | Ruan de Vries (RSA) |

## Cronograma
Todos os horários são locais (UTC+3).
| Data        | Hora  | Evento  |
| ----------- | ----- | ------- |
| 30 de julho | 14:10 | Bateria |
| 31 de julho | 17:10 | Final   |

## Resultados

### Bateria
Qualificação: 3 atletas de cada bateria  (Q) mais os 2 melhores qualificados (q).
| Posição | Bateria | Atleta                       | Nacionalidade   | Tempo | Notas                |
| ------- | ------- | ---------------------------- | --------------- | ----- | -------------------- |
| 1       | 2       | Lehann Fourie                | África do Sul   | 13.73 | Q                    |
| 2       | 1       | Othmane Hadj Lazib           | Argélia         | 13.76 | Q                    |
| 3       | 1       | Selim Nurudeen               | Nigéria         | 13.76 | Q                    |
| 4       | 2       | Samuel Okon                  | Nigéria         | 13.95 | Q                    |
| 5       | 1       | Ruan de Vries                | África do Sul   | 14.12 | Q                    |
| 6       | 2       | Lyes Mokddel                 | Argélia         | 14.19 | Q                    |
| 7       | 1       | Ammon Chepsongol             | Quênia          | 14.19 | q,                   |
| 8       | 1       | Joseph-Berlioz Randriamihaja | Madagáscar      | 14.28 | q                    |
| 9       | 2       | Samuel Kipkoech Korir        | Quênia          | 14.41 | Recorde da temporada |
| 10      | 1       | Valery Komenan               | Costa do Marfim | 14.73 |                      |
| 11      | 2       | Zelalem Chimdessa            | Etiópia         | 15.12 |                      |
| 98 !    | 1       | Emmanuel Kimeu               | Quênia          | DSQ   |                      |
| 99 !    | 2       | Thierry Serge Essamba        | Camarões        | DNS   |                      |

### Final
| Posição           | Raia | Atleta                       | Nacionalidade | Tempo | Notas                |
| ----------------- | ---- | ---------------------------- | ------------- | ----- | -------------------- |
| Medalha de ouro   | 5    | Othmane Hadj Lazib           | Argélia       | 13.77 |                      |
| Medalha de prata  | 3    | Selim Nurudeen               | Nigéria       | 13.83 |                      |
| Medalha de bronze | 8    | Ruan de Vries                | África do Sul | 13.98 |                      |
| 4                 | 4    | Samuel Okon                  | Nigéria       | 14.00 |                      |
| 5                 | 7    | Lyes Mokddel                 | Argélia       | 14.11 |                      |
| 6                 | 1    | Joseph-Berlioz Randriamihaja | Madagáscar    | 14.11 | Recorde da temporada |
| 7                 | 2    | Ammon Chepsongol             | Quênia        | 14.20 | Recorde da temporada |
| 8 !               | 2    | Lehann Fourie                | África do Sul | DNF   |                      |

Legenda
| Recorde mundial       | Recorde mundial (World record)               |                       | Recorde africano                      | Recorde africano (African) |                                           | Q | Classificado por posição (Qualified) |
| Recorde do campeonato | Recorde do campeonato (Championship record)  | Recorde da América    | Recorde da América (Americas)         | q                          | Classificado por melhor tempo (Qualified) |   |                                      |
| Melhor marca do ano   | Melhor marca do ano (World leading)          | Recorde asiático      | Recorde asiático (Asian)              | DNS                        | Não largou (Did not start)                |   |                                      |
| Recorde nacional      | Recorde nacional (National record)           | Recorde europeu       | Recorde europeu (European)            | DNF                        | Não terminou (Did not finish)             |   |                                      |
| Recorde pessoal       | Recorde pessoal do atleta (Personal best)    | Recorde da Oceania    | Recorde da Oceania (Oceania)          | DSQ / DQ                   | Desclassificado (Disqualified)            |   |                                      |
| Recorde da temporada  | Recorde da temporada do atleta (Season best) | Recorde sul-americano | Recorde sul-americano (South America) | NM                         | Sem marca (No mark)                       |   |                                      |